# Мале
Ма́ле (мальд. މާލެ) — столица Мальдивской Республики, а также крупнейший населённый пункт архипелага. Входит в число наиболее густонаселённых городов мира. Площадь Мале составляет 6,8 км². Численность населения в 2022 году оценивалась в 212 138 человек.
Город расположен на южном побережье атолла Северный Мале, входящего в состав атолла Каафу. В административно-территориальном отношении располагается на четырёх островах: центральном, острове, на территории которого находится аэропорт, и ещё двух островах. Политическая жизнь города находится в ведении городского совета.
Со времени образования на Мальдивских островах султаната в 1153 году на территории Мале располагались органы власти, в том числе и султан. 

## Этимология
Название города происходит от индоевропейской основы male «выделяться в рельефе», «возвышаться», «расти».
В IX—XII веках город носил наименование Махал, образовавшееся в результате упрощения словосочетания Mahal Dvipa, или Maléldvip («остров султана»).

## География

### Климат
Мале расположен в зоне муссонного климата с ярко выраженными сезоном дождей, начинающимся в мае и заканчивающимся в декабре, и сухим сезоном, продолжительность которого составляет 4 месяца. Несмотря на нахождение Мале в зоне муссонного климата, показатели температуры в городе по большей своей части в течение года постоянны, что соответствует показателям температуры, свойственным населённым пунктам, расположенным в зоне экваториального климата. Так, средний максимум составляет 30 °C, а средний минимум — 26 °C. Количество ежегодно выпадающих осадков в среднем — 1536 мм.
| Показатель                                  | Янв. | Фев. | Март | Апр. | Май  | Июнь | Июль | Авг. | Сен. | Окт. | Нояб. | Дек. | Год  |
| ------------------------------------------- | ---- | ---- | ---- | ---- | ---- | ---- | ---- | ---- | ---- | ---- | ----- | ---- | ---- |
| Абсолютный максимум, °C                     | 30,2 | 30,7 | 31,6 | 32,9 | 34,5 | 36,8 | 40,0 | 39,8 | 38,8 | 38,0 | 37,8  | 25,7 | 40   |
| Средний суточный максимум, °C               | 30   | 31   | 31   | 32   | 31   | 31   | 31   | 30   | 30   | 30   | 30    | 30   | 30   |
| Средняя температура, °C                     | 26,2 | 26,7 | 27,2 | 27,5 | 28,3 | 28,9 | 29,0 | 29,0 | 28,9 | 28,6 | 27,3  | 25,2 | 28   |
| Средний суточный минимум, °C                | 26   | 26   | 26   | 26   | 26   | 26   | 26   | 26   | 25   | 25   | 25    | 25   | 26   |
| Абсолютный минимум, °C                      | 17,6 | 17,9 | 18,3 | 18,6 | 19,2 | 19,9 | 20,5 | 19,8 | 19,3 | 18,7 | 18,2  | 17,3 | 17,3 |
| Норма осадков, мм                           | 123  | 98   | 89   | 72   | 52   | 21   | 0    | 12   | 23   | 55   | 99    | 113  | 1536 |
| Температура воды, °C                        | 21,7 | 22,1 | 22,9 | 23,8 | 24,8 | 25,8 | 27,2 | 30,1 | 24,3 | 20,0 | 16,6  | 21,9 | 28   |
| Источник: World Meteorological Organization |      |      |      |      |      |      |      |      |      |      |       |      |      |

### Административно-территориальное деление

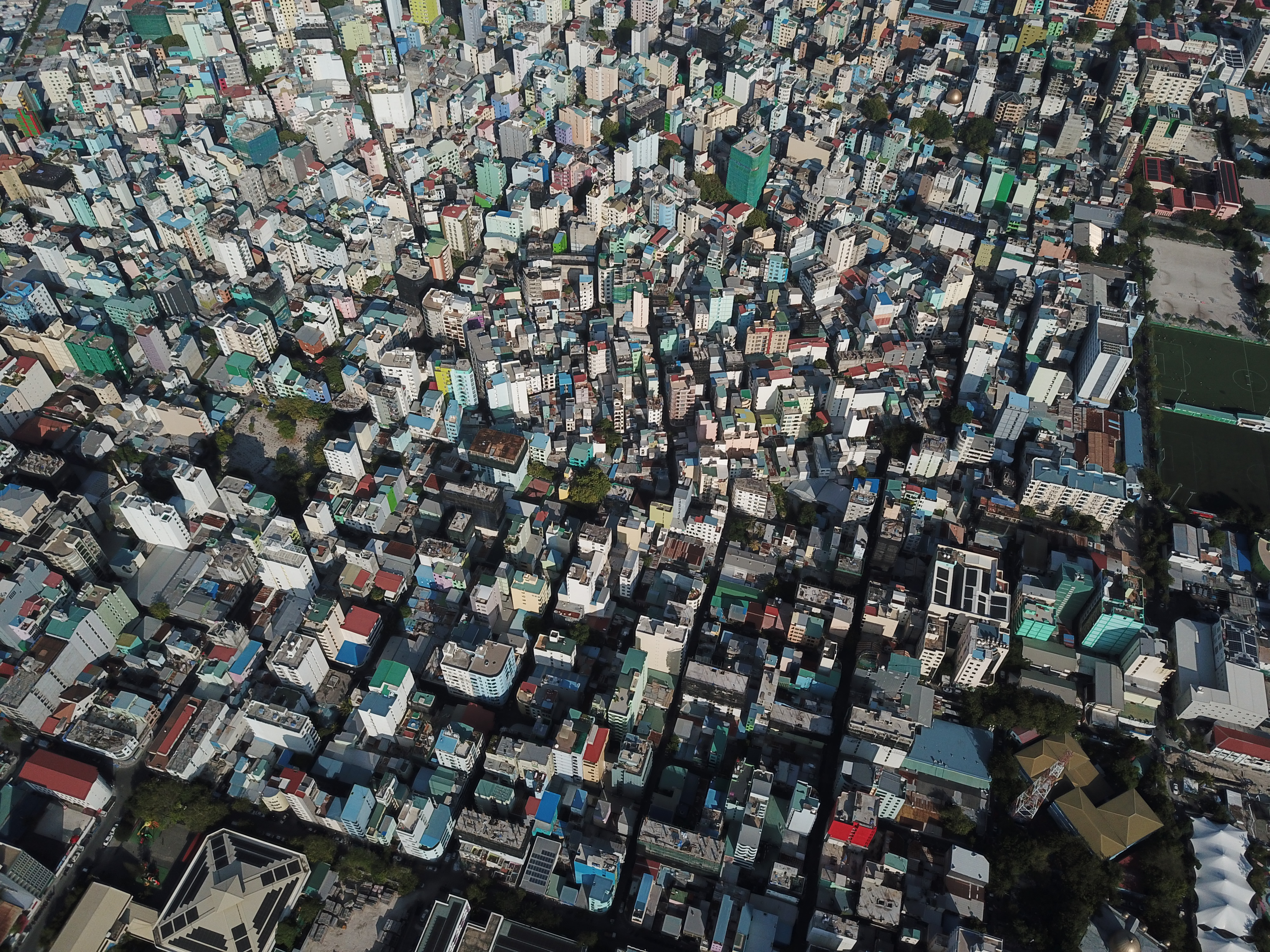
Характерная плотность жилой застройки

В состав Мале входит 6 кварталов, 4 из которых расположено на атолле Северный Мале: Мафанну (в северо-западной его части), Хенвеиру (в северо-восточной), Галолу (в южной) и Мачанголи; пятый — Вилимале — на близлежащем атолле Виллингили, служивший в своё время местом пребывания заключённых, впоследствии — курортом; шестой — Хулумале — на одноимённом искусственном острове, заселённом в 2004 году.
На территории квартала Хулуле находится Международный аэропорт имени Ибрагима Насира. В 2008 году началась реализация мелиорации рифа Гули Фалу.
|   | Квартал   | Площадь (га) | Плотность | Прим.                                        |
| - | --------- | ------------ | --------- | -------------------------------------------- |
| 1 | Мафанну   | 59,1         | 39 927,2  | Атолл Северный Мале                          |
| 2 | Хенвеиру  | 27,6         | 70 340,6  | Атолл Северный Мале                          |
| 3 | Галолу    | 32,6         | 60 061,3  | Атолл Северный Мале                          |
| 4 | Мачанголи | 75,9         | 39 478,3  | Атолл Северный Мале                          |
| 5 | Вилимале  | 31,8         | 21 874,2  | Остров Виллингили                            |
| 6 | Хулумале  | 200,9        | 1426,6    | Искусственный остров                         |
| - | Хулуле    | 151,9        | 866,4     | Международный аэропорт имени Ибрагима Насира |
| - | Гули Фалу | -            | -         | Строящийся порт                              |
|   | Итого     | 579,8        | 103 693   |                                              |

Атолл Северный Мале входит в пятёрку наиболее густонаселённых участков суши, со всех сторон окружённых водой, в мире и занимает среди них 168-е место по численности населения. В связи с полной изоляцией города мировым океаном все предприятия расположены непосредственно на его территории. Так, употребляемая населением вода качается из скважин, находящихся на глубине 50-60 м, и в своём первоначальном состоянии содержит довольно большой процент жёсткости, однако впоследствии подвергается опреснению посредством обратного осмоса. Электроэнергия вырабатывается дизельными электростанциями. Сброс неочищенных сточных вод производится непосредственно в океан. Твёрдые отходы транспортируются на близлежащие атоллы и утилизируются в местных береговых озёрах. На месте подобного рода свалки впоследствии появился аэропорт, а также искусственный остров Тилафуши.
Бо́льшая часть государственных учреждений расположено в прибрежной полосе города. Помимо аэропорта, на расположенном недалеко от самого Мале острове Хулуле находится гидроаэродром, дислоцирующиеся на котором гидросамолёты используются в промышленных целях. В городском порту реализуется проект рекультивации земель.

## История

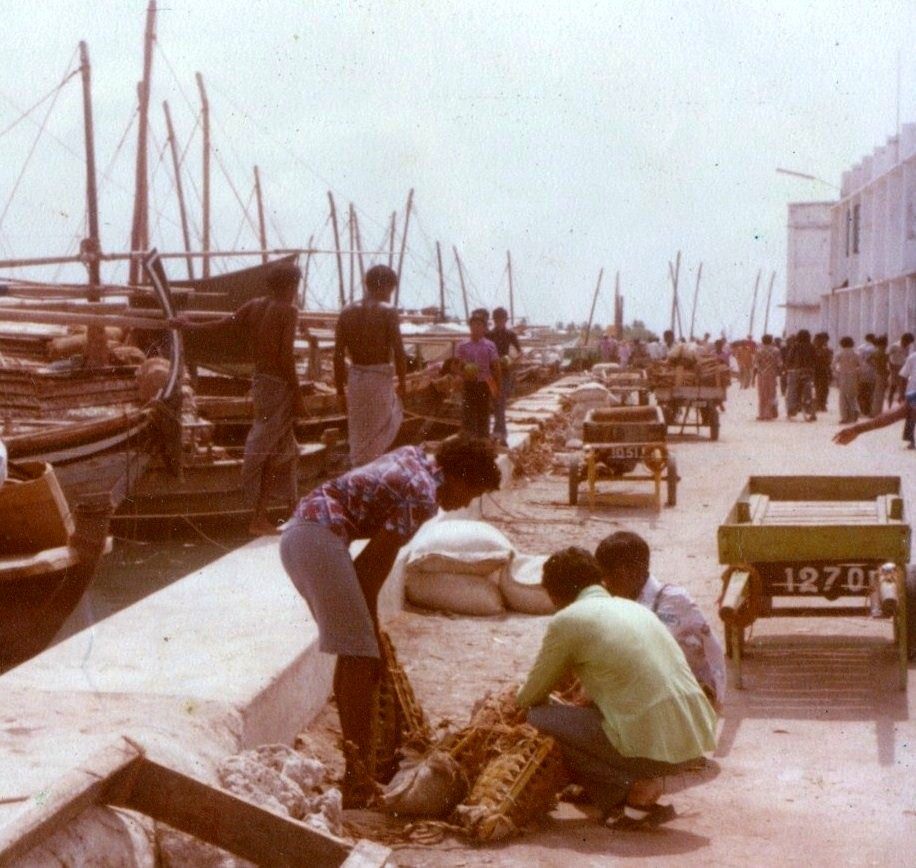
Люди на берегу в Мале, 1984 г.

Мальдивские острова были заселены в IV веке до н. э. — IV веке н. э. выходцами с полуострова Индостан и острова Цейлон дравидами. В результате проведения сравнительных исследований установлено, что дравиды с древнейших времён оказывали огромное влияние на формирование мальдивского языка, способы произношения и культурные традиции дивехи. Так, представители народа гиравару, проживавшего на одноимённом острове (в настоящее время курорт), а впоследствии в результате давления покинувшие его, представляют собой прямых потомков тамилов, заселивших острова в древности.
Согласно «Повести о Коимале», часть которой приводится Туром Хейердалом в книге «Мальдивская загадка»,
Давным-давно, когда Мальдивы были ещё мало населены, один принц из королевского рода по имени Коимала Кало, женатый на дочери цейлонского короля, отправился с ней в морское путешествие на двух кораблях с острова Серендиб. Дойдя до Мальдив, они попали в штиль и некоторое время стояли у острова Расгетиму, в атолле Северный Маалхосмадулу. Узнав, что два самых знатных гостя принадлежат к цейлонскому королевскому роду, мальдивцы предложили им остаться и в конце концов провозгласили Коималу королём Расгетиму, собственно „Королевского острова“. Позднее Коимала и его супруга переселились на Мале… и обосновались там с согласия аборигенов острова Гиравару, которые тогда составляли главную общину атолла Мале».
В XVI веке португальцы основали на атолле Северный Мале торговый пост, территория которого в настоящее время вошла в состав города.

## Экономика

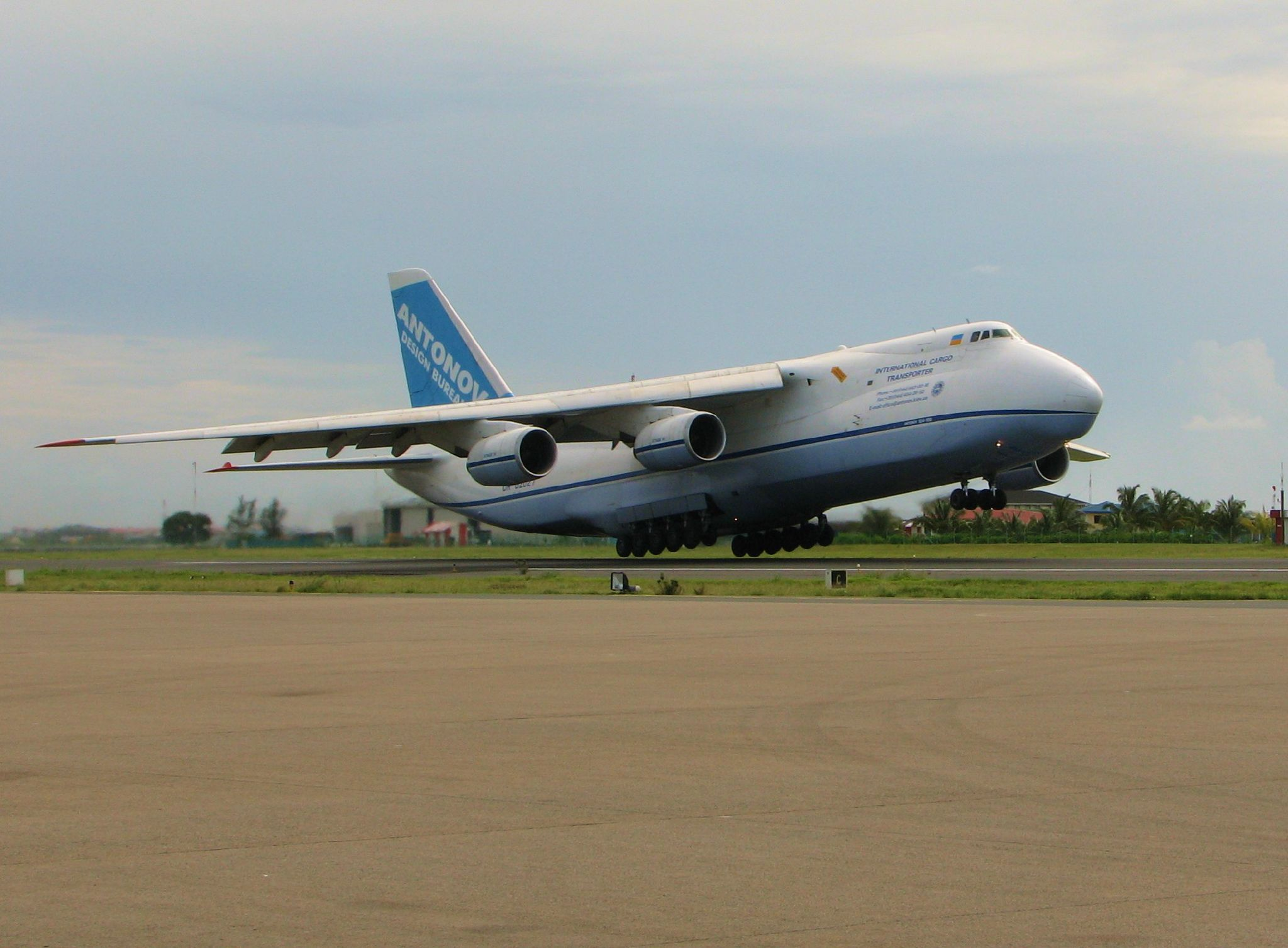
Тяжёлый дальний транспортный самолёт Ан-124 «Руслан» приземляется в Международном аэропорту Мале

Основу экономики Мальдив вообще и Мале в частности составляет туризм, на долю которого приходится 28 % ВВП и более 60 % валютных поступлений. Свыше 90 % денежных средств поступает в казну в результате взимания преференциальных пошлин, а также пошлин с туристов. На территории столицы Мальдивских островов Мале находится большое количество туристических достопримечательностей и развлекательно-рекреационных комплексов. В городе также расположены центральная гавань и порт, происходит реализация различного рода коммерческих предложений.
В Мале расположена штаб-квартира мальдивских авиакомпаний Maldivian и Villa Air.

## Политика

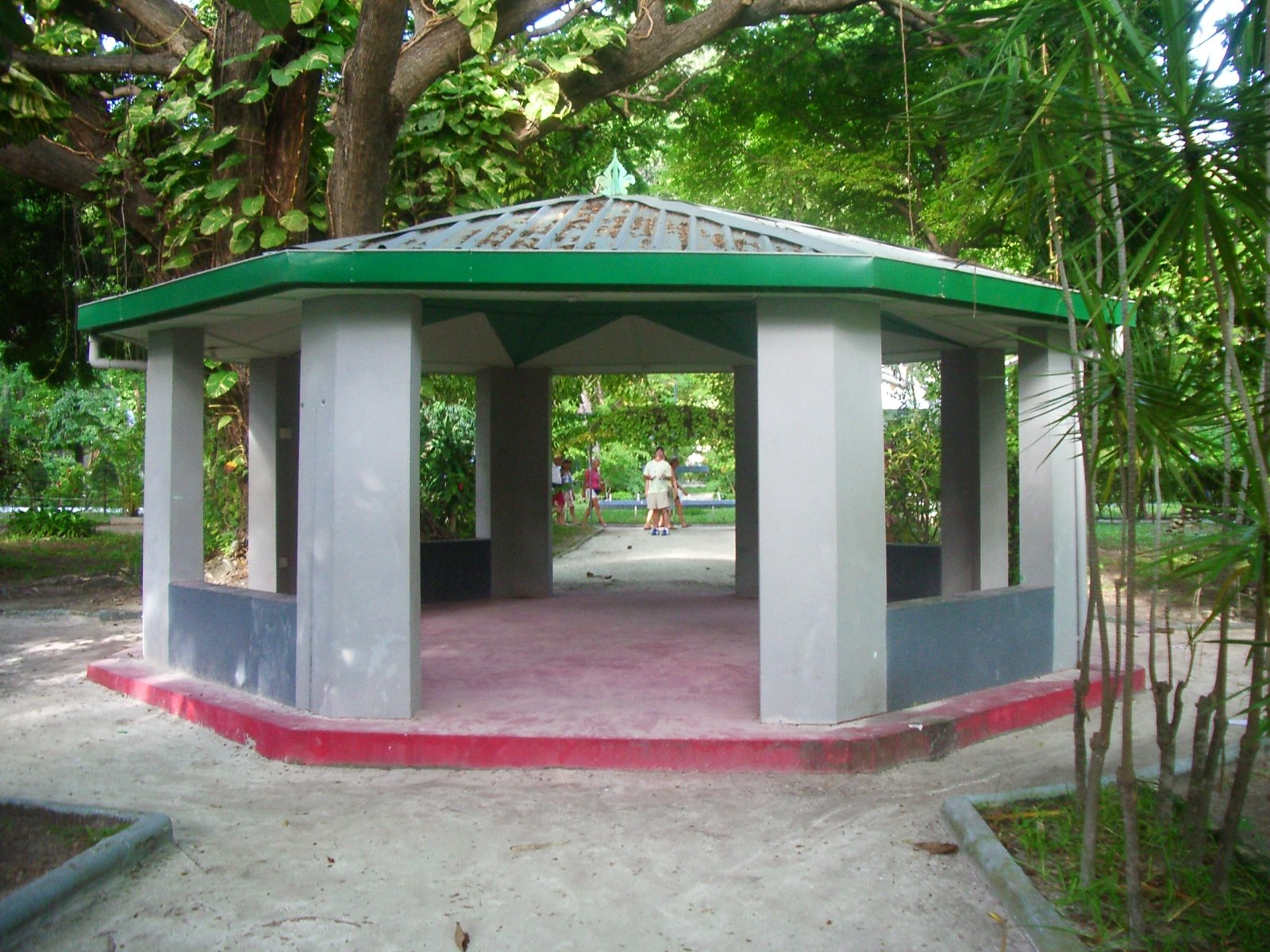
Парк «Султанский сад»

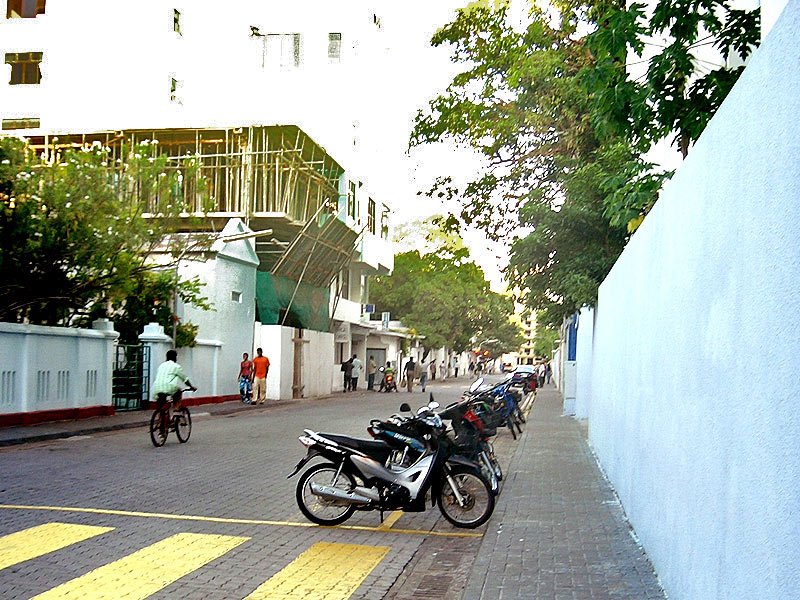
Улица в Мале; справа — школа для совместного обучения мальчиков и девочек Дарумаванта. Впереди виднеется здание, в котором в своё время располагался народный меджлис

Органы местного самоуправления представлены городским советом, образованным в 2011 году по введению в силу закона о децентрализации власти. В том же году были оглашены имена политиков, вошедших в городской совет.
На территории города располагаются 11 избирательных округов, находящихся в ведении определённого члена городского совета. Бо́льшая часть нынешних советников была избрана в совет от Демократической партии Мальдив в результате выборов, проведённых в 2014 году.
| Округ            | Номер округа | Имя             | Дата избрания | Партия                         |
| ---------------- | ------------ | --------------- | ------------- | ------------------------------ |
| Хулу-Хенвеиру    | T01          | Мохаммед Саджид | 2014          | Прогрессивная партия Мальдив   |
| Меду-Хенвеиру    | T02          | Заидул Амин     | 2014          | Прогрессивная партия Мальдив   |
| Хенвеиру-Декуну  | T03          | Ибрагим Нимал   | 2014          | Демократическая партия Мальдив |
| Галолу-Утуру     | T04          | Шифа Мохаммед   | 2014          | Демократическая партия Мальдив |
| Галолу-Декуну    | T05          | Фатимат Ризвин  | 2014          | Демократическая партия Мальдив |
| Манчанголи-Утуру | T06          | Мохаммед Рашид  | 2014          | Демократическая партия Мальдив |
| Мачанголи-Декуну | T07          | Ибрагим Мамнун  | 2014          | Прогрессивная партия Мальдив   |
| Мафанну-Утуру    | T08          | Мохаммед Шияб   | 2014          | Демократическая партия Мальдив |
| Мафанну-Хуангу   | T09          | Шамау Шариф     | 2014          | Демократическая партия Мальдив |
| Мафанну-Декуну   | T10          | Ахмед Ришван    | 2014          | Демократическая партия Мальдив |
| Вили-Мафанну     | T11          | Хуссейн Шариф   | 2014          | Демократическая партия Мальдив |

## Комментарии
1. ↑  Расге — король, тиму — остров